# 아리아나 아프간 항공의 운항 노선
다음 목록은 아리아나 아프간 항공의 취항지 목록이다

## 운항 노선

### 아시아

#### 남아시아
- 인도
  - 델리 - 인디라 간디 국제공항
  - 뭄바이 - 차트라파티 시바지 국제공항
  - 콜카타 - 네타지 수바스 찬드라 보스 국제공항

#### 서남아시아
- 사우디아라비아
  - 리야드 - 킹 칼리드 국제공항
  - 제다 - 킹 압둘아지즈 국제공항
- 아랍에미리트
  - 두바이 - 두바이 국제공항
- 아프가니스탄
  - 카불 - 카불 국제공항 허브
  - 칸다하르 - 칸다하르 국제공항
  - 마자리 샤리프 - 마자르이샤리프 국제공항
  - 헤라트 - 헤라트 공항
- 이란
  - 테헤란 - 이맘 호메이니 국제공항
  - 마슈하드 - 마슈하드 국제공항
- 쿠웨이트
  - 쿠웨이트 시티 - 쿠웨이트 국제공항
- 카타르
  - 도하 - 하마드 국제공항
- 파키스탄
  - 이슬라마바드 - 이슬라마바드 국제공항

### 유럽

#### 남유럽
- 튀르키예
  - 앙카라 - 에센보아 국제공항
  - 이스탄불 - 이스탄불 공항

#### 동유럽
- 러시아
  - 모스크바 - 셰레메티예보 국제공항